# Chopan
Chopan es un pueblo y nagar Panchayat situado en el distrito de Sonbhadra en el estado de Uttar Pradesh (India). Su población es de 14302 habitantes (2011). Se encuentra a orillas del río Son.

## Demografía
Según el censo de 2011 la población de Chopan era de 14302 habitantes, de los cuales 7710 eran hombres y 6592 eran mujeres. Chopan tiene una tasa media de alfabetización del 85,06%, superior a la media estatal del 67,68%: la alfabetización masculina es del 90,92%, y la alfabetización femenina del 78,14%